# Vernonia nantcianensis
Vernonia nantcianensis là một loài thực vật có hoa trong họ Cúc. Loài này được (Pamp.) Hand.-Mazz. miêu tả khoa học đầu tiên năm 1937.